# Pedro do Rosário
Pedro do Rosário – miasto i gmina w Brazylii leżące w stanie Maranhão. Gmina zajmuje powierzchnię 1749,885 km². Według danych szacunkowych w 2016 roku miasto liczyło 24 748 mieszkańców. Położone jest około 130 km na południowy zachód od stolicy stanu, miasta São Luís, oraz około 1700 km na północ od Brasílii, stolicy kraju. 
W 2014 roku wśród mieszkańców gminy PKB per capita wynosił 4974,77 reais brazylijskich.